# III. Balduin hainaut-i gróf
Balduin (1088 – 1120) Hainaut grófja 1098-tól haláláig III. Balduin néven.

## Élete
Apja II. Balduin hainaut-i gróf, anyja Ida de Leuven. 1098-ban, apja halála után örökölte a grófi címet, de 1103-ig, nagykorúságáig anyja volt a régens helyette.
Házassága révén próbált támogatást szerezni Flandria visszaszerzésére, amit még 1071-ben foglalt el I. Fríz Róbert, miután a casseli csatában megölte unokaöccsét, Balduin apjának testvérét III. Arnulf flamand grófot. Róbert csak azért nem tudta elfoglalni Hainaut-t is, mert Balduin apja felajánlotta a grófságot IV. Henrik német-római császárnak, aki azt császári hűbérbirtokká nyilvánította, majd visszaadta II. Balduinnak.
III. Balduin Henrik utódával, V. Henrik német-római császárral szövetkezett, hogy megtámadják Róbert utódját, II. Róbert flamand grófot. 1105-ben betörtek Flandriába, ám kísérletük csúfos kudarccal végződött. 1105-ben Róbert Douai-nál legyőzte az egyesült császári-hainaut-i sereget és a béketárgyalások során V. Henriknek el kellett ismernie Róbert fennhatóságát Cambrai és Douai városai felett is (amelyek addig Hainaut-hoz tartoztak).
II. Róbert örököse, VII. Balduin flamand gróf halála után (1119) Balduin még egyszer támadásba lendült, de Róbert unokaöccse és kijelölt utóda, Dán Károly sikeresen verte vissza ezt a támadást is.
1120-ban a Szentföldre utazott zarándoklatra és ott érte a halál egy vadászbaleset következtében. Halála után Mons egyik templomában temették el.

## Családja és leszármazottai
Felesége (1107) Yolanda van Gelderland (? – Mons, 1122 után), I. Gerhard wassenbergi gróf lánya. Balduin halála után újra házasodott, második férje II. Godfrey de Ribemont Châtelain de Valenciennes.
Balduin és Yolanda házasságából 5 gyermek született:
- Balduin (1110 – 1171. november 6.)[5] Apja halála után IV. Balduin néven örökölte a grófi címet.[6]
- Gerard (? – 1166) Anyja hozományából Dodenwerd és Dalem grófja címet örökölte.[7]
- Yolanda
- Getrude Férje (1138) III. Roger, Tosny hűbérura (1104 – 1158)
- Richildis[8] Férje II. Everard Châtelain de Tournai (? – 1159 után). Gyermekeik:[9]
  - Balduin
  - Everard, Lambert leuveni gróf lányát, Gertrudát vette feleségül
  - Godfrey
  - Yolanda